# Fuligo septica
Fuligo septica è una specie di funghi mucillaginosi della classe dei Myxomycetes. È relativamente comune in tutto il mondo. Le spore maturano in sporangi esterni e sono in genere disperse dal vento.

## Etimologia
il nome del genere, Fuligo, deriva dal latino fuligo/fuliginis = fuliggine, per l'apparenza del suo corpo fruttifero (plasmodiocarpo), mentre il nome specifico, septica, deriva dal greco antico epticós, in quanto "infettante", "causa di putrefazione". In inglese è nota con i nomi comuni di scrambled egg slime (melma a uovo strapazzato) a causa del suo particolare aspetto giallastro. È anche chiamata dog vomit slime mold (muffa melmosa vomito di cane) o jasmine mold (muffa gelsomino). In lingua olandese si chiama invece "heksenboter", ovvero "burro delle streghe". In lettone Fuligo septica, assieme ad altri funghi mucillaginosi, viene chiamata "ragansviests" ("burro delle streghe") o anche "raganu spļāviens" ("sputo delle streghe"); l'origine di questi nomi non è chiara.

## Storia e tassonomia
La prima descrizione della specie fu redatta dal botanico francese Jean Marchant nel 1727, che la descrisse come "fleur de tan" ("fiore di corteccia"); Marchant la classificò inoltre come una "des éponges" (una "delle spugne"). Carlo Linneo la denominò Mucor septicus nella sua opera del 1763 Species Plantarum. La specie venne spostata al genere Fuligo dal botanico tedesco Friedrich Heinrich Wiggers nel 1780.

## Descrizione e habitat
Come molti altri funghi mucillaginosi, le cellule di questa specie si aggregano per formare un plasmodio, una massa pluri-nucletata di cellule indifferenziate che si muove con movimento ameboide durante la ricerca di alimenti. Il plasmodio di F. septica può avere una colorazione che varia dal bianco al giallo-grigiastro. Le sue dimensioni tipiche sono di 2,5-20 cm di diametro e 1-3 cm di spessore. Il plasmodio si può trasformare in un aethalium spugnoso, analogo agli sporofori dei funghi. Questo corpo fruttifero a maturità si scurisce e, degradandosi, rilascia nell'ambiente circostante spore di colore scuro. F. septica produce l'aethalium più grande tra tutti i funghi mucillaginosi. La specie è nota per la dispersione delle spore ad opera di coleotteri della famiglia dei latridiidi.
Le spore hanno una parete cellulare formata da due strati, con lo strato esterno denso e caratterizzato dalla presenza di spine e quello interno più fibroso. Nel corso della germinazione, lo strato esterno si divide formando una apertura, e lo strato interno, più elastico, si rompe successivamente lasciando uscire il protoplasma. Quanto rimane dello strato interno può persistere e rimanere aderente al protoplasma anche dopo che questo è emerso dalla spora. Una perossidasi presente all'interno della parete cellulare ha un ruolo nella germinazione.
Fuligo septica cresce di solito su legno marcescente e residui vegetali, ma può anche colonizzare foglie e germogli di piante viventi. Dopo la pioggia o una eccessiva irrigazione si può notare abbastanza spesso anche in zone urbane su pacciamature effettuate con pezzi di corteccia. Non molti animali sono in grado di nutrirsi di F.Septica; tra gli uccelli l'unica specie nota risulta la ghiandaia grigia canadese.

## Resistenza ai metalli tossici
I funghi mucillaginosi hanno una buona resistenza alla tossicità da metalli; uno studioso ha scritto che "I livelli di zinco in Fuligo septica possono essere così elevati (4.000–20.000 ppm) che è difficile capire come possano venire tollerati da un organismo vivente." La resistenza a livelli così estremi di zinco sembra essere una caratteristica unica di F. septica. Il meccanismo di questa resistenza è oggi noto: F. septica produce un pigmento giallo chiamato fuligorubina A, la cui attività è stata rilevata nella chelazione dei metalli e che li converte in forme inattive.

## Composti biologicamente attivi
Estratti di F. septica hanno evedenziato una attività antibiotica contro Bacillus subtilis e Candida albicans, e una azione citotossica sulle "KB cells", una linea di cellule derivate dal carcinoma umano della rinofaringe.
Fuligo septica contiene un pigmento giallo chiamato fuligorubin A che si suppone coinvolto nella fotorecezione e nei processi di conversione energetica durante il ciclo vitale biologico. Nel 2011 un gruppo di ricerca giapponese riferì di avere isolato e caratterizzato da uno specifico ceppo un nuovo pigmento giallo contenente clorina, che chiamarono dehydrofuligoic acid.

## Relazione con gli esseri umani

### Folklore
Nel folklore scandinavo Fuligo septica viene considerata come il vomito di bjära, un tipo di troll simile al gatto.
Nella tradizione finlandese si riteneva che F. septica venisse usata dalle streghe per rovinare il latte dei loro vicini di casa. Da questa credenza deriva paranvoi, il nome comune dato alla specie che significa "burro del famiglio".

### Patogenicità per l'uomo
La specie è nota per innescare episodi di asma e riniti allergiche in soggetti predisposti.

### Modello dell'elaborazione dell'RNA
Gli introni sono le regioni non codificanti di un gene che, insieme agli esoni, vengono trascritte dalle RNA polimerasi durante la sintesi proteica. Data l'abbondanza di introni del Gruppo I, F. septica viene utilizzata come un modello per cercare di capire l'elaborazione e l'evoluzione dell'RNA.

## Galleria di immagini

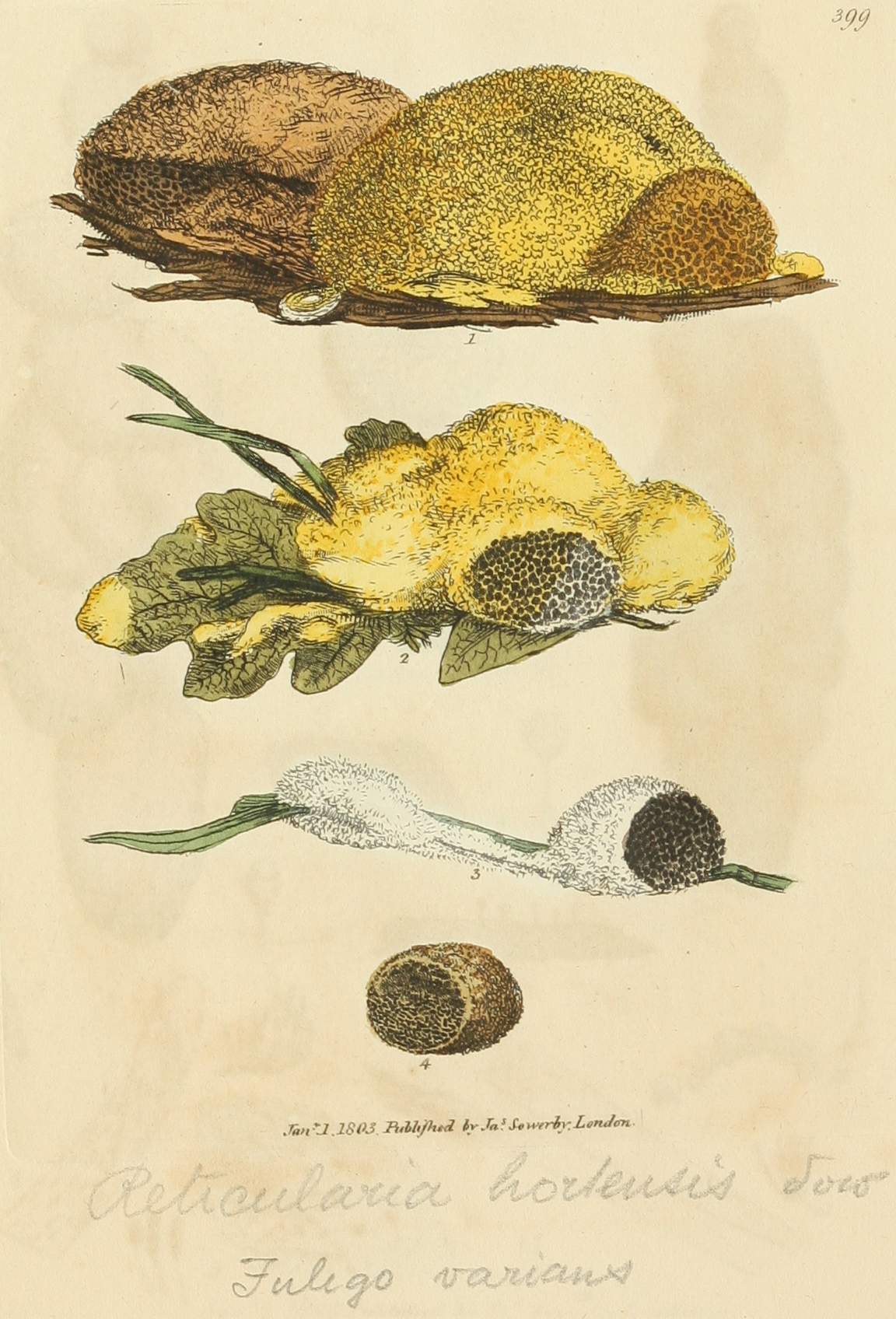
Tavola di James Sowerby (1757–1822)
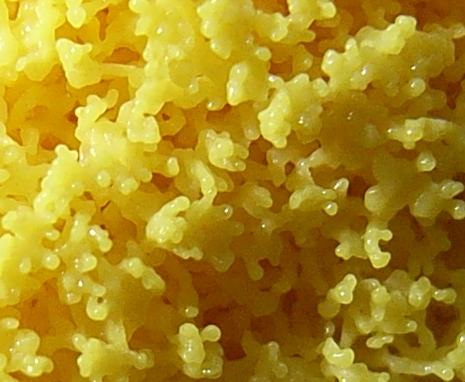
Dettaglio di un plasmodio di colore giallo
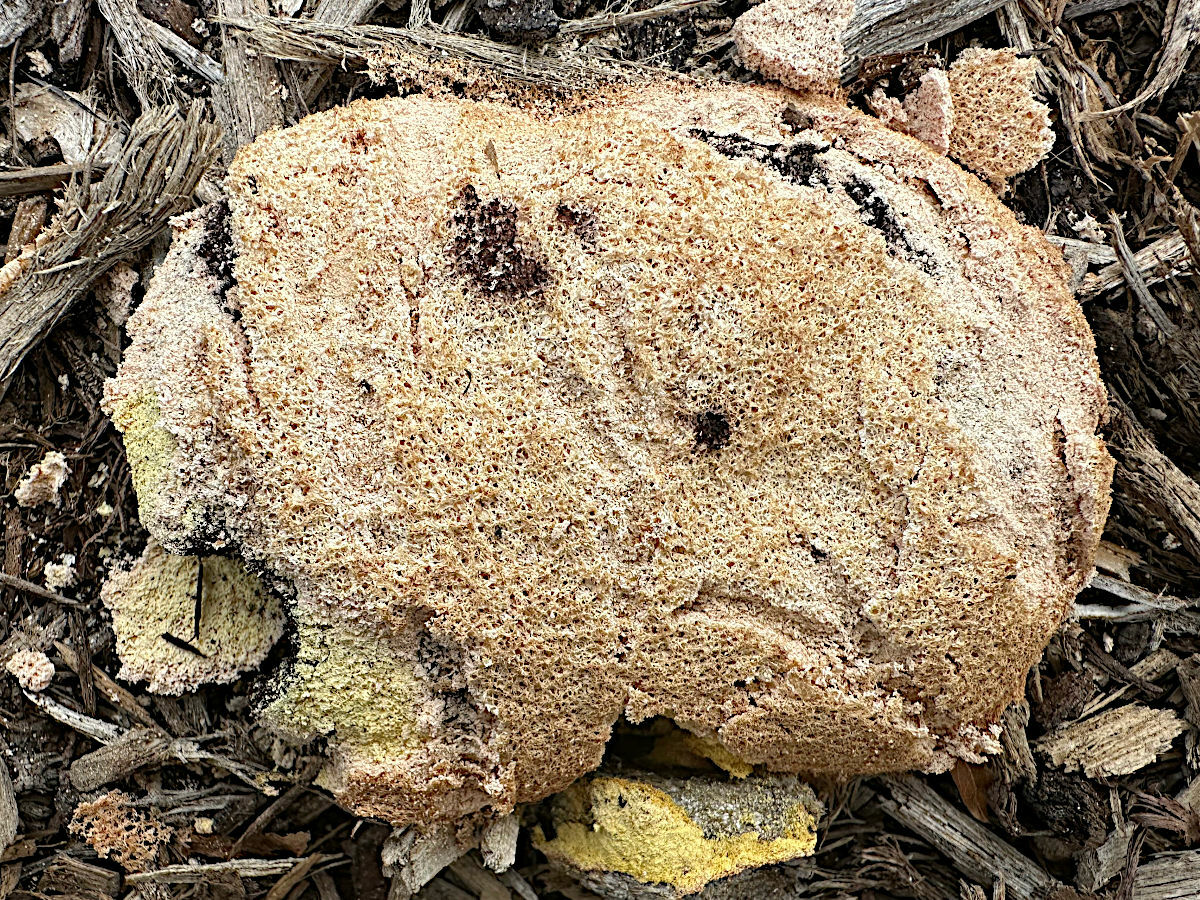
Aethalium di colore scuro